# Plethodon ouachitae
Plethodon ouachitae är en groddjursart som beskrevs av Dunn och Heinze 1933. Plethodon ouachitae ingår i släktet Plethodon och familjen lunglösa salamandrar. IUCN kategoriserar arten globalt som nära hotad. Inga underarter finns listade i Catalogue of Life.